# Unfallkrankenhaus
Ein Unfallkrankenhaus (auch Unfallspital oder Unfallklinik genannt) ist ein Krankenhaus, in dem Patienten nach Unfällen versorgt werden.

## Geschichte
Die ersten Unfallkrankenhäuser wurden Anfang der 1890er Jahre von einzelnen Berufsgenossenschaften errichtet. Erklärtes Ziel war die Kostensenkung durch Rehabilitation der Unfallopfer aber auch die Erkennung von Simulanten. Das älteste Unfallkrankenhaus entstand für das Wurmrevier in Bardenberg, das heutige Rhein-Maas Klinikum. Weithin bekannt ist das Berufsgenossenschaftliche Universitätsklinikum Bergmannsheil in Bochum.

## Leistungsspektrum
Der Schwerpunkt liegt dabei auf Unfallchirurgie, Intensiv-, und Notfallmedizin, jedoch unter Einbindung weiterer Fachgebiete wie Innere Medizin oder Physiotherapie, bis hin zur Rehabilitation.
Die häufigsten Behandlungen betreffen Knochenbrüche und Verbrennungen, so dass man an derartigen Kliniken häufig auch Zentren für Schwerbrandverletzte etabliert hat. Jedoch sind den Krankenhäusern oft auch andere Schwerpunktabteilungen wie Mikrochirurgie und Orthopädie angegliedert, um eine umfassende Versorgung der Verletzten zu ermöglichen. Aufgrund des Profils der Unfallkliniken sind an ihnen oftmals Standorte für Rettungshubschrauber und Notarzt eingerichtet.

## Organisation
Eine gesetzlich vorgeschriebene Qualifikation zur Führung der Bezeichnung Unfallkrankenhaus besteht nicht. Unfallspitäler befinden sich jedoch in Deutschland und Österreich üblicherweise in Trägerschaft der Unfallversicherung. So verfügen die deutschen Berufsgenossenschaften über 13 Berufsgenossenschaftliche Kliniken und Unfallbehandlungsstellen mit bundesweit mehr als 4.000 Betten und die österreichische AUVA über sieben Unfallkrankenhäuser mit zusammen 918 Betten (inklusive 54 Intensivbehandlungsbetten). Es können jedoch auch öffentliche oder private Träger sein, die solch eine spezialisierte Einrichtung betreiben. In Deutschland sind neun große Unfallkrankenhäuser im Konzern der BG Kliniken (offizielle volle Bezeichnung "BG Kliniken - Klinikverbund der gesetzlichen Unfallversicherung gGmbH") vereint.

## Liste von Unfallkrankenhäusern (Auswahl)
- Deutschland
  - Unfallkrankenhaus Berlin
  - Berufsgenossenschaftliches Universitätsklinikum Bergmannsheil
  - Berufsgenossenschaftliche Unfallklinik Duisburg
  - Berufsgenossenschaftliche Unfallklinik Frankfurt am Main
  - BG Klinikum Bergmannstrost Halle
  - BG Klinikum Hamburg
  - Berufsgenossenschaftliche Unfallklinik Ludwigshafen
  - Berufsgenossenschaftliche Unfallklinik Murnau
  - Berufsgenossenschaftliche Unfallklinik Tübingen
- Österreich
  - Unfallkrankenhaus Graz
  - Unfallkrankenhaus Kalwang
  - Unfallkrankenhaus Klagenfurt
  - Unfallkrankenhaus Linz
  - Unfallkrankenhaus Salzburg
  - Unfallkrankenhaus Wien Lorenz Böhler
  - Unfallkrankenhaus Meidling

## Film
- Die Unfallklinik – Ärzte im Dauerstress. Dokumentation/Reportage, 43 Min, 2016, Deutschland. (Aufnahmen im Unfallkrankenhaus Hamburg)